# 尼科利斯科耶湖 (格里亞佐韋茨區)
58°54′36″N 39°53′24″E / 58.91000°N 39.89000°E
尼科利斯科耶湖（俄语：Никольское），是俄羅斯的湖泊，位於該國西北部，由沃洛格達州負責管轄，長3公里、寬2.8公里，面積6平方公里，海拔高度128米，湖岸線長度11公里，集水區面積682平方公里，平均水深0.6米，最大水深0.9米。